# Robert Arnold
Karl Robert Arnold (* 4. August 1854 in Gera; † 28. Juli 1916 in Osnabrück) war ein deutscher Historiker und Archivdirektor.

## Leben
Arnold wurde 1854 als Sohn eines Klempnermeisters in Gera geboren. Nach dem Abitur 1874 am Gymnasium in Gera studierte er in Leipzig klassische Philologie und Geschichte. 1877 promovierte er dort mit "Beiträge zur Kritik karolingischer Annalen". Danach war er Hauslehrer beim Baron Franz von Keudell auf Gut Gielgudyszki (Nieder-Gielgudischken), Gouvernement Schuwalki in Russisch-Polen (heute Litauen). 1880 wechselte er in gleicher Stellung zum Grafen Otto zu Solms-Rödelheim auf Altenhagen in Vorpommern. Von hier aus machte er sein Oberlehrerexamen in Leipzig. Im Oktober 1884 trat er in den Archivdienst ein als Hilfsarbeiter im Geheimen Staatsarchiv Berlin. Dort wurde er am 1. Juni 1889 zum Archivar und am 1. Juni 1889 zum Archivrat ernannt. Am 1. Oktober 1910 wechselte er an das Staatsarchiv Osnabrück, wo er am 22. Januar 1913 zum Geheimen Archivrat ernannt wurde und gleichzeitig die Leitung des Archivs übernahm, die er bis zu seinem Tod innegehabt hat. Arnold starb 1916 an einem Schlaganfall und wurde auf dem Johannisfriedhof Osnabrück beerdigt.
Arnold wurde während seiner Tätigkeit am Geheimen Staatsarchiv Berlin an kleinere Archive „ausgeliehen“, um eine (erste) Ordnung in deren Bestände zu bringen, u. a. im Stadtarchiv Frankfurt/Oder, im Gräflich Brühlschen Archiv zu Pförten (Niederlausitz), im Gräflich Solms-Rödelheimschen Archiv zu Assenheim.
Weiter wurde Arnold 1891 und 1892–1902 nach Rom an das Deutsche Historische Institut gesandt, um dort Editionsaufgaben zu übernehmen. Es handelte sich zuerst um Nuntiaturberichte aus der Zeit Kaiser Maximilians II. und vatikanische Archivalien zur Geschichte der Beziehung Roms zu Preußen (1640–1740). Später wurde ihm die Leitung des Repertorium Germanicum übertragen.

## Schriften (Auswahl)
- Beiträge zur Kritik karolingischer Annalen. Dissertation. Leipzig 1878.
- Regesten aus den päpstlichen Archiven zur Geschichte des deutschen Reichs und seiner Territorien im 14. und 15. Jahrhundert. Berlin 1897.
- Repertorium Germanicum. Regesten aus den päpstlichen Archiven zur Geschichte des Deutschen Reichs und seiner Territorien im XIV. und XV. Jahrhundert. Pontificat Eugens IV. (1431–1447), Bd. 1. Berlin 1897.
- Urkunden zur Geschichte der ersten Hohenzollerschen Kurfürsten und ihres Hauses aus dem Vaticanischen Geheim-Archive. In: Quellen und Forschungen aus italienischen Archiven und Bibliotheken Bd. 1 (1898) S. 296–319.
- Königsurkunden des gräflich Solms-Rödelheimischen Archivs zu Assenheim. In: Neues Archiv der Gesellschaft für ältere deutsche Geschichtskunde Bd. 11 (1886) S. 580–589.